# 2059
Rok 2059 (MMLIX) gregoriánského kalendáře začne ve středu 1. ledna a skončí ve středu 31. prosince.

## Předpokládané a naplánované události
- 29. ledna – 100. výročí premiéry filmu Šípková Růženka
- 8. května – 100. výročí založení společnosti Little Caesars
- 18. listopadu – 100. výročí premiéry filmu Ben Hur